# Automolis rothschildi
Automolis rothschildi är en fjärilsart som beskrevs av Le Cerf 1922. Automolis rothschildi ingår i släktet Automolis och familjen björnspinnare. Inga underarter finns listade i Catalogue of Life.